# エルチ

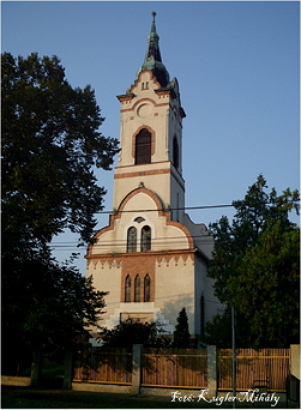
エルチのプロテスタント教会。1930年に建てられた。

エルチ（ハンガリー語；Ercsi, クロアチア語：Erčin）は、ハンガリーのフェイェール県の北部、マルトンウァーシャール郡にある小都市で、人口は8078人である。

## 歴史
この地域に新石器時代以降人類が住居していた痕跡を、周辺で出土された数々の遺物が示している。カルパチア盆地は青銅器代には様々な民族が住む場所になっていたため、エルチでも複数の異なる民族のものだとされる出土品が発見されているが、その民族名などは不明である。鉄器時代になると、ケルト族が現在のブダペストの周辺に移住し、エルチもケルト族の居住地となった。ケルト族が残した出土品は少ないが、19世紀にエルチでドナウ川に発見された、三つの半球で出来た腕輪ないし足輪がその一つである。
紀元1世紀にローマ帝国はドナウ川までその国土を広げ、ドナウ川に沿って国境防衛のための要塞を複数建設し、現在のハンガリーのDunántúl（デゥナーンツール）地方に当たる地域をパンノニア州と呼んでいた。よって、国境防衛のためパンノニアにローマ軍が複数の基地を置き、その周りに町が出来た。例えば、現在のブダペストの北部に当たる土地にアクウィンクムというローマの町があり、パンノニア州の首都として機能していた。エルチにもローマ軍の要塞があったものの、ここにローマ人があまり住まず、鉄器時代以降この地に住んでいたケルト人はそのままに暮らしていたようだ。また、後にローマ人によって移住させされたゲルマン人も住むようになった可能性もあると考えられている。この説はゲルマン人の墓の特徴を示している4世紀の墓の発見に裏付けられている。ローマ人に由来している出土品は道しるべになっていた立て石のみであるとはいえ、小都市周辺からはドナウ川の川床から硬貨などローマのものが多く出土していた。433年ごろにフン族がパンノニアを攻撃し、ローマ帝国はパンノニアからの撤退を余儀なくされた。
フン族の襲来以降の時代のいわゆる民族大移動時代の出土品でエルチに関わるものはほぼないに等しいが、ローマ軍の要塞がこの地域に移動してきた諸民族に利用されていた可能性が高いとされる。
895年にマジャル人（ハンガリー人）がカルパート盆地に入り、いわゆる「マジャル族のカルパート征服」が起きた。900年にドナウ川の西側もマジャル人の領土になり、マジャルの族長の土地は現在のSzékesfehérvárの周辺に広がっていたため、エルチも族長の直轄領になっていた。1000年にイシュトバンによるハンガリー建国があり、ハンガリーは諸州に区分され、エルチは1009年にフェイェール県の一部となった。
しかし、エルチという名前の町がいつから存在しているかは定かではない。1037年のものとされた文献には既にエルチという名前は出てきているが、この文献は後の時代に書かれた創作物だということが判明している。エルチに関する最古の情報はタマーシュ副王(Tamás nádor)が1186年にエルチのベネディクト会の修道院に埋葬されたということであるため、エルチには少なくとも1186年以前から修道院があったことが分かる。この修道院の建物はロマネスク様式で造られたが、これも12世紀ごろに建てられたことを示している。
12世紀から13世紀までエルチは修道院の領地になっていた小さな村で、人口は80-100人くらいであった。この時期のエルチの人々は農業・牧畜・漁業で生計を立てていたと考えられる。
1241-42年のモンゴル襲来でハンガリーは壊滅的な被害を受けて、首都はブダ（現ブダペスト）に遷された。これによってエルチを縦断している街道の重要性が増し、14-15世紀にエルチは地域で最も豊かな町になった。
しかし、この幸運は長く続かなかった。16世紀にハンガリーはオスマン帝国に攻撃され、ハンガリー王国軍の1526年のモハーチでの敗北後、ハンガリーはオスマン帝国の手に渡った。首都ブダへの街道がエルチをも通っていたため、オスマン軍は何度もこの道を通って、エルチ村民に被害を与えた。そのため町の人口は著しく減じ、一時期は全く人が住まなくなっていた可能性すらある。そこで、1627年ごろにエルチにオスマン帝国が要塞が建て、町は再び重要な役割を果たすようになった。ただ、人口は未だに少なかったため、オスマン帝国の勧めもあって、1630年に現在のボスニアやセルビアからスラブ人がエルチに移住した。エルチには主にカトリック教徒のクロアチア人が移住し、町の復興に大きく関わった。
1686年にブダはオスマン帝国より奪還され、エルチも再びハンガリーの領土になった。しかしオスマン帝国の支配がなくなったとはいえ、ハンガリー南部では戦争が継続していたため、エルチ周辺での軍隊の動きは激しく、エルチ村民も何度も特別税などを払わされた。
オスマン帝国との戦争が終わった後、エルチにとって平和な時期が来た。この平和な時期に町の復興が進んだ。その象徴として1767年に現存しているバロック様式の教会の建設工事が始まり、1781年に竣工した。この時期に人口が以前の2倍に増え、1746年の教会の記述によると807人がエルチに住んでいた。1784年にヨーゼフ2世によって実施された国勢調査によると、エルチの人口は2034人に増えていた。交通の利便性も影響して、18世紀にエルチはその地方の中心的存在になり、交易や農業が盛んとなった。
1795年にドイツのヴェストファーレン出身のリリエン・ヨーゼフ伯爵（Báró Lilien József）が婚姻によってエルチに土地を入手し、エルチに移住した。そこにイギリス式の現代的な農園を造ったが、ナポレオン戦争による特需もあり、事業は大変成功した。ヨーゼフ氏は国外から輸入した機械で農業の近代化にも努めたが、機械化による大量失業を恐れたエルチ市民によってそれらの農業機械は破壊された。同氏はエルチで当時ハンガリーでは珍しかった油の加工工場を操業し、そこでは向日葵の種から油が作られていた。また、ビール工場も造られ20世紀まで稼働していた。
20世紀にエルチは更に発展していった。その発展で重要な役割を果たしたのは1912年に開業した砂糖工場である。開業した当時、エルチの砂糖工場はハンガリーのみならず中欧でも最も現代的な小規模工場の1つであった。
砂糖によってもたらされた町の発展は1930年代前半の世界恐慌と第二次世界大戦によって失われた。エルチの人々は益々貧しくなり、1939年に配給制度が導入されたが、戦況が悪化するのにつれ、配給で手に入れられるものが減っていき、闇市が盛んになっていった。1944年までは戦場はエルチから遠く離れていたが、1944年3月ごろにドイツ軍がエルチを通過するようになり、戦争は市民にとっての現実となった。最初はエルチの上空を連合軍の戦闘機がただ通り過ぎるだけだったが、暫くしてエルチへの小規模な空襲も始まり、市民たちは頻繁に鳴り響く空襲警報に悩まされた。そして1944年12月になり、赤軍がエルチ周辺においてドナウ川渡河を決断し、遂にエルチも第二次世界大戦の戦場となった。この時「ソ連人民英雄」という勲章が125人にも与えられたという記録が当時の戦闘の激しさを物語っている。ちなみにこの数字はハンガリーにおける作戦による勲章授章回数の総数のうち42%を占めている。
戦後、ハンガリーはソビエト影響圏に置かれ、共産党が支配を獲った。エルチの農地が国営化され農業組合が創立された。1950年にハンガリー軍での渡河作戦に特化した建設工兵隊の基地がエルチに置かれ、1998年まで機能していた。エルチの工兵は、ユーゴスラビア紛争の際破壊されたモスタルの橋などの再建に関わった。

## 地理
エルチはフェイェール県の北東部に、首都のブダペストから約40キロ南にドナウ川の右側に位置している。地理的地域で言うと、ハンガリーの肥沃な土地であるMezőföld（メゾーフォルド）平原の北東部にある。北にはハンガリー最大の石油精製所があるサースハロムバッタが隣接しており、東にドナウ川の対岸には右側とフェリーで繋がっているSzigetújfalu（シゲトウッユファル）があり、南にはやや離れたところに行政上エルチの一部となっているSinatelep（シナテレプ）があり、約5キロ西に農村のRáckeresztúr（ラーツケレステゥール）が位置している。
都市は国道6号に縦断されている上、2011年に開通したM6高速道路も近くに通っているので、車での交通はかなり便利だと言える。ただし、電車での交通はそうは言えない。エルチをBudapest – Dunaújváros線が通っているが、駅は中心部から大分離れている以上、駅舎は荒れ果てているので、電車での交通は不便なところがある。

## 産業
1912年に砂糖工場が出来てから1990年までエルチで砂糖産業が盛んであったが、体制転換の際に行われた民営化の後、工場は停止した。都市の西側にある工場は現在は廃墟に化している。
2001年に自動車部品メーカーの日本企業の武蔵精密工業の工場が建設され、現在も稼働している。
2009年に食品工場も作られたが、企業内の権利争いなどのせいで、工場は未だに止まっているが、近年、工場は他の食品会社に買収された模様である。
1959年にSzázhalombatta（サーズハロムバッタ）に作られた石油精製所の一部がエルチが有している土地にあるため、企業税の一部がエルチに支払われている。また、この石油精製所を多くのエルチの人が職場としているので、エルチ側からも直接精製所に入れるようになっているだけではなく、精製所を運営しているMOL（ハンガリー石油）社が他の町も含めてエルチからもバスで従業員を送迎している。

## 見どころ
エルチの象徴的建物になっているのはバロック様式で1762-67年の期間に建てられたカトリック教会である。南からエルチの方面に行くと、この黄色の教会が荘厳な姿で町の上に聳えているのは遠くから見える。しかし教会の保存状態は完璧とは言い難い。そのため、近年に補強工事が行われた。
多くのハンガリーの町のようにエルチにもカトリック教会の他にプロテスタント教会もある。19世紀後半にエルチにプロテスタント教徒の数が増え、それに応じて1930年に建てられた。この教会はカトリック教会ほど象徴的ではないが2016年に改修工事がされたので、建物の状態はかなり良い。
エルチの北端にやや離れたところにエトウェシュ・ヨーゼフの霊廟がある。この霊廟自体は1871年に建設されたが、その隣にハンガリーの有名な彫刻家のイブル・ミクローシュの設計を基に1879年に記念碑も建てられた。エトウェシュ氏は最初はここに埋葬されたが、霊廟はバンダリズムの犠牲になったので、エトウェシュ氏の遺骨は町の中心部にある同氏の銅像の下に移された。近年まで霊廟の保存状態は極めて悪かったが、2016年にエルチ自治体の支援で建物が復元された。
エルチの中心部に、市民図書館の前に1961年に作られたエトウェシュ・ヨーゼフの銅像があり、同氏はこの銅像の下に埋葬されている。